# Willman 1
Pour les articles homonymes, voir Willman.
Willman 1 est un amas globulaire ou une galaxie naine sphéroïdale satellite de la Voie lactée découvert en été 2004 dans le cadre du Sloan Digital Sky Survey.
Cet objet est situé dans la constellation de la Grande Ourse, à environ 124 000 années-lumière (38 kpc) du Soleil, et s'approche de ce dernier à environ 13 km/s. 
Il est le deuxième satellite le plus ténu de la Voie lactée après Segue 1 mesuré en 2011, constitué comme lui d'étoiles de population II âgées d'au moins 10 milliards d'années et de métallicité 110 fois inférieure à celle du Soleil — [Fe/H] ≈ -2.1.